# イラクリ・アプツィアウリ
イラクリ・アプツィアウリ（グルジア語ラテン翻字: Irakli Aptsiauri、2003年2月23日 - ）は、トップ14リヨンOUに所属するラグビーユニオン選手。

## プロフィール
- ジョージア出身[1]。
- ポジションはプロップ(PR)。
- 身長 185cm、体重 122kg
- U20ジョージア代表に選ばれたことがある[2]。
- ジョージア代表キャップは7（2024年7月現在）でラグビーワールドカップ2023のジョージア代表に選ばれた[3]。

## 略歴
FCグルノーブルを経て、2024年、リヨンOUに加入。 